# Janez Lindelauf
‎Janez Ernest Lindelauf (nemško Johann Ernst Lindelauf, latinsko Johannes Ernstus Lindelauf), avstrijski jezuit, teolog in filozof, * 26. oktober 1626, Dunaj, † 23. februar 1692, Dunaj.
Bil je rektor Jezuitskega kolegija v Judenburgu (1669-3. oktober 1672), v Kremsu (20. september 1676-6. december 1679) in v Ljubljani (17. januar 1682 - 24. januar 1685).